# Cueva del Valle de Sannur
Cueva del Valle de Sannur se encuentra en la provincia egipcia de Beni Suef, a 10 km (10 millas) al sureste de la ciudad de Beni Suef.
La Cueva del Valle de Sannur se compone de varias canteras. Algunas de ellas son muy antiguas, y han sido utilizadas desde la época de los faraones, mientras que otras son más nuevas y modernas.
En la actualidad, hay 54 cavidades que conducen a las cuevas profundas del interior del planeta. Estas cavidades se utilizan para obtener el alabastro, un mineral que se ha utilizado históricamente en jarrones, tarros, y las estatuas, desde la época faraónica.
La Cueva del Valle de Sannur tiene muchas formaciones geológicas en su interior, y tiene una superficie de 700 m (2.300 pies), con una anchura de 15 m (50 pies) y una profundidad de 15 m (50 pies).
La cueva es importante debido a la rareza de las formaciones geológicas en su interior.